# المفتش كلوزو
المفتش جاك كلوزو (بالإنجليزية: Inspector Jacques Clouseau)‏ هو شخصية خيالية في الدراما الهزلية النمر الوردي للمخرج الأمريكي بليك إدواردز. وقد جسد شخصية المفتش كلوزو في معظم سلسلة أفلام النمر الوردي الممثل البريطاني بيتر سلرز. كما قام بتجسيد هذه الشخصية كلا من الممثل البريطاني روجر مور و الممثل الأمريكي آلان آركين. كما جسد شخصية المفتش كلوزو الممثل الأمريكي ستيف مارتن في فيلم النمر الوردي الجزء الأول وكذلك فيلم النمر الوردي الجزء الثاني.
كما تم تجسيد شخصية المفتش كلوزو في سلسلة الرسوم المتحركة النمر الوردي الشهيرة.

## الشخصية

### نظرة عامة
المفتش كلوزو هو مفتش أحمق وغير كفء يعمل في مديرية الأمن الفرنسية، والذي ترتبط تحقيقاته دوماً بالفوضى والتخريب والتي تكون دائما بسببه. ومحاولاته في حل قضاياه عادة ما تؤدي إلى حدوث المصائب له ولمن حوله. ففي فيلم النمر الوردي يضرب مجددا (1976) (بالإنجليزية: The Pink Panther Strikes Again)‏ أدت محاولته لإستجواب شاهد إلى السقوط عن الدرج، وحشر يده في قفاز حديدي لدرع فارس من العصور الوسطى، ثم في مزهرية، ثم ضرب الشاهد الذي أغمي عليه نتيجة الضربة، ودمر بيانو ثمينة، وأخيراً يطلق النار على شرطي آخر بالخطأ.
والمفتش كلوزو ليس ذكياً ولا عبقري في مجاله وصاحب نظرية سخيفة في إجراء التحقيقات، وغالباً يحل قضاياه بمحض الصدفة والحظ. وكان حمقه وقلة كفاءته، بالإضافة إلى كونه دائماً يكون على صواب في العديد من قضاياه، غالباً ما يؤدي برئيسه المباشر كبير المفتشين درايفوس (بالإنجليزية: Chief Inspector Dreyfus)‏ إلى الإصابة بحالة نفسية وبالذهان، تؤدي به أحياناً إلى التفكير بصنع سلاح خارق يدمر به العالم اجمع حتى يتخلص من المفتش كلوزو.
وعلى الرغم من ذلك، إلا أن المفتش كلوزو كان دائماً يحل قضاياه ويتوصل إلى الجناة الحقيقيون في نهاية المطاف. على الرغم من ان هذه النجاحات دائماً ما تتم بمحض المصادفة وبشكل عرضي. ولذلك كان يمتلك شهرة عند الآخرين الذين لم يلتقوه بأنه اعظم محققي فرنسا. وكان دائماً يعتقد بأنه سيد التنكر، حيث يصر على لبس أزياء واستخدام أسماء مستعارة في تحقيقاته للبحث عن أدله وخيوط تعينه على حل قضاياه.

## الأفلام
- النمر الوردي (1963) (بالإنجليزية: The Pink Panther)‏
- طلقة في الظلام (1964) (بالإنجليزية: A Shot in the Dark)‏
- المفتش كلوزو (1968) (بالإنجليزية:  Inspector Clouseau)‏
- عودة النمر الوردي (1975)  (بالإنجليزية:  The Return of the Pink Panther)‏
- النمر الوردي يضرب مجددا (1976) (بالإنجليزية: The Pink Panther Strikes Again)‏
- أثر النمر الوردي (1982) (بالإنجليزية: Trail of The Pink Panther)‏
- لعنة النمر الوردي (1983) (بالإنجليزية: Curse of the Pink Panther)‏
- إبن النمر الوردي (1993) (بالإنجليزية: Son of the Pink Panther)‏
- النمر الوردي (2006) (بالإنجليزية: The Pink Panther)‏
- النمر الوردي 2 (2009) (بالإنجليزية: The Pink Panther 2)‏

## ممثلون جسدوا شخصية المفتش كلوزو
- بيتر سلرز (1963-1982)
- آلان آركين (1968)
- روجر مور (1983)
- ستيف مارتن (2005-2009)

## وصلات خارجية
- Inspector Clouseau
- Fitxa del Inspector Clouseau a قاعدة بيانات الأفلام على الإنترنت.